# Equilio
Equilio (en latin Equilium) était un florissant centre de la lagune de Venise, aujourd’hui disparu et qui émergeait sur le territoire actuel de Jesolo.

## Histoire

### Les origines
L'île de Equilio était probablement habitée depuis des temps antiques. Le toponyme, dérive du latin equus « équin » (ou « cheval ») et serait lié à l’élevage des chevaux, une des principales activités des populations vénètes.

### Époque romaine
Les rapports d’amitié entre les Vénètes et les Romains débutèrent déjà à partir du IIIe siècle av. J.-C. C’était avant tout une alliance pour affronter les populations des Gaulois présents dans la région Cispadane. En 283 av. J.-C., le Sénat romain avait scellé un pacte avec les Vénètes et les Aulerques Cénomans pour ralentir l’invasion gauloise. Les contacts étaient probablement plus ancien puisque, en 390 av. J.-C., quand les Gaulois Sénons du Brenner occupèrent Rome, ce fut justement grâce à une action de diversion des Vénètes qui les aurait amenés à  pactiser avec les Romains.

Pour pouvoir achever la soumission de la Gaule cisalpine, Rome commença une véritable guerre de conquête, toujours soutenus par les Vénètes.

Au IIe siècle av. J.-C., Equilio subit le sort de toute la Venetia et fut pacifiquement assujetti à Rome.

#### Chute de l’Empire romain
À la suite du déclin de l'Empire romain d'Occident, la localité accueillit de nombreux réfugiés fuyant les invasions barbares qui faisait des razzias dans les cités de l'entre terre. La majeure partie de ces réfugiés provenait de Opitergium (l'actuelle Oderzo), et qui fondèrent également la Melidissa voisine qui devint Heraclia par la suite.

### Moyen Âge
À la suite de la reconquête de Justinien, Equilio fut inclus dans la province Venise maritime, entité qui donna origine au duché de Venise et donc à la Sérénissime.

Grâce à sa position particulière, Equilio se retrouve au centre des commerces maritimes de la zone nord-adriatique et, protégé par la lagune, il put se développer sereinement, culminant par l’institution d’un diocèse.

Toutefois les problèmes ne tardèrent point, à commencer avec un conflit économique, politique et militaire avec sa voisine Heraclia. Le heurt naît également de la décision à prendre pour désigner la cité où s’établira le centre politique de la zone entière. Pour cela, différentes alliances naquirent : entre Equilio leader de la faction pro-lombarde (puis pro-francs), et Heraclia restée fidèle à Byzance. Les batailles entre les deux cités eurent des fortunes diverses et le siège ducal se déplaçait en fonction des victoires.

Ces heurts furent une des causes qui provoquèrent le déplacement de la capitale de la Venise maritime et du duché à Malamocco, puis à Rivoalto, et au début du déclin des deux cités.

### Décadence
À partir du IXe siècle, Equilio commença à décliner. Les désastreuses inondations du Piave avaient provoqué de graves bouleversements hydrologiques, avec le comblement de la lagune. Privée de sa protection naturelle, Equilio fut une proie facile pour les Francs de Pépin d'Italie. La cité se dépeupla rapidement et l’aristocratie locale se transféra à Venise. 

### Renaissance
Sur la fin du XVe siècle, grâce à l’intérêt des Soranzo (famille vénitien) avec la construction d’un canal qui reliait le  Sile au Piave, un petit centre habité se reforma à quelques centaines de mètres du centre de la cité antique. La nouvelle localité prit le nom de Cavazuccherina et, depuis 1930, assume le nom de Jesolo.

## Zone archéologique
Actuellement, le lieu où s’élevait la cité se trouve sur la zone archéologique dite Antiche Mura, à 2 km du centre de Jesolo.

## Note
1. ↑  Plutarco. De fortuna Romanorum. 12, 325.

## Sources
- (it) Cet article est partiellement ou en totalité issu de l’article de Wikipédia en italien intitulé « Equilio » (voir la liste des auteurs) le 30/10/2012.